# Music Complete
Music Complete —en español: Música Completa— es el décimo álbum de estudio de la banda New Order. Fue lanzado el 25 de septiembre de 2015 mediante Mute Records, su primer álbum en la etiqueta. El álbum cuenta con canciones como invitado de Elly Jackson, Iggy Pop y Brandon Flowers. Durante el verano de 2014, New Order promovió el álbum a través de los medios de comunicación en línea, en Lollapalooza Chile con dos canciones, "Singularity" y "Plastic", y fragmentos de 30 segundos liberados directamente sobre su cuenta oficial de YouTube. Se anunció que Gillian Gilbert estaba volviendo a la banda, pero con Tom Chapman teniendo en lugar de Peter Hook como bajista.
El álbum en sí, a través de los medios de comunicación en general, es más electrónico que sus predecesores, y su primer álbum de material nuevo en una década. La portada fue diseñada por su colaborador de Peter Saville, que comprende un montaje de líneas con cuatro combinaciones de colores: rojo, amarillo, verde y azul, que varía en el patrón dependiendo del paquete.
Music Complete fue lanzado en CD, a la vez claro y negro LP de vinilo y descarga digital el 25 de septiembre de 2015, con un conjunto de caja de lujo 8LP publicado el 20 de noviembre de 2015. El álbum recibió críticas generalmente favorables, y tiene un Metascore de 76 en la revisión agregador Metacritic . Una gira en apoyo del álbum corrió del 4 de noviembre hasta el 20 de diciembre de 2015.

## Antecedentes
Music Complete sigue una dirección más electrónico que dos anteriores discos de New Order, que había sido más basada en la guitarra. Este es el primer álbum sin el bajista Peter Hook, así como el debut de Tom Chapman y el regreso de Gillian Gilbert, que había tomado la licencia de la banda en 2001, pero de gira con ellos en 2013. los coros de visitantes se proporcionan por Denise Johnson y Dawn Zee, que ha realizado con la banda en sus últimos tres discos.
En marzo y julio de 2014, la banda reveló sus primeras canciones nuevas en la gira en Lollapalooza Chile y en Estados Unidos.: "Singularity" y "Plastic".
El 22 y 30 de junio y 7 de julio, el canal oficial de YouTube New Order subido tres teasers separadas que incluyeron fragmentos de la música del álbum.

## Promoción

### Embalaje
Las ilustraciones para Música Completa fueron creadas por el director de arte desde hace mucho tiempo de New Order y colaborador Peter Saville. La obra cuenta con un montaje de líneas con los colores rojo, amarillo, verde y azul. Dependiendo del tipo de formato, los esquemas de color varían. Para el CD, el patrón de las agujas del reloj desde arriba a la derecha es de color amarillo, rojo, azul, verde. Los discos son de color rojo, amarillo, verde y azul. Las descargas digitales son el formato regular; azul, verde, rojo y amarillo. Las ilustraciones de la edición de lujo es el mismo que el álbum, pero las seis mangas de vinilo de colores son diferentes estilos, y no tienen color. La gama de seis vinilo de color de rojo a púrpura
.

### Lanzamiento
Complete Music fue lanzado el 25 de septiembre en cinco formatos diferentes: CD , regular y una edición limitada de doble clara LP , descarga digital, y un 8 piezas caja de vinilo de lujo. Todos los pedidos de CD y LP vienen con descargas de MP3 y de audio del disco. El sistema de la caja de lujo incluye el LP doble cero, junto con versiones extendidas de las 11 pistas en seis de vinilo de color diferente. La caja fue lanzado el 6 de noviembre de 2015.

## Recepción
Complete Music recibió críticas generalmente positivas de los críticos, con un 76 de 100 basado en 21 críticas en Metacritic , que indica "críticas generalmente favorables".
Barry Walters de la revista Rolling Stone escribió:" Al igual que Curtis inspiró su suicidio compañeros de banda para reinventar a sí mismos como New Order en 1980, la partida de Hook los libera para crear su trabajo más variado y sustancial en las últimas décadas." Pitchfork crítico de T. Cole Rachel comentó en una revisión 7.2 / 10 que el álbum suena como" clásico de Nueva orden "y escribió:" Complete Music . ciertamente no hace nada para disminuir legado formidable de New Order, pero no necesariamente expanda sobre ella o bien"  al concluir una revisión menos favorable 1 de 5 estrellas, Camiones y conductor escribieron : "...lleno de material auto-indulgente empapado, sin inspiración que suena como un batiburrillo de 80 B-sides. Guarde su dinero."

## Lista de canciones
Todas las canciones escritas y compuestas por New Order, except where noted. 
| N.º | Título                                       | Escritor(es)           | Duración |  |
| 1.  | «Restless»                                   |                        | 5:28     |  |
| 2.  | «Singularity»                                | New Order Tom Rowlands | 5:37     |  |
| 3.  | «Plastic»                                    |                        | 6:55     |  |
| 4.  | «Tutti Frutti» (con Elly Jackson)            |                        | 6:22     |  |
| 5.  | «People on the High Line» (con Elly Jackson) |                        | 5:41     |  |
| 6.  | «Stray Dog» (con Iggy Pop)                   |                        | 6:17     |  |
| 7.  | «Academic»                                   |                        | 5:54     |  |
| 8.  | «Nothing but a Fool»                         |                        | 7:43     |  |
| 9.  | «Unlearn This Hatred»                        | New Order Rowlands     | 4:19     |  |
| 10. | «The Game»                                   |                        | 5:06     |  |
| 11. | «Superheated» (con Brandon Flowers)          | New Order Flowers      | 5:04     |  |

Bonus Track
| Japanese edition bonus track |                                 |              |          |  |
| N.º                          | Título                          | Escritor(es) | Duración |  |
| 12.                          | «Restless» (Extended Bonus Mix) |              | 7:09     |  |

## Posicionamiento en lista
| Lista (2015)                            | Posición |
| --------------------------------------- | -------- |
| Australia (ARIA)                        | 20       |
| Austria (Ö3 Austria)                    | 26       |
| Bélgica (Ultratop flamenca)             | 22       |
| Bélgica (Ultratop valona)               | 11       |
| República Checa (ČNS IFPI)              | 23       |
| Dinamarca (Hitlisten)                   | 26       |
| Países Bajos (Album Top 100)            | 10       |
| Finlandia (Suomen Virallinen Lista)     | 39       |
| Francia (SNEP)                          | 19       |
| Irlanda (IRMA)                          | 6        |
| Italia (FIMI)                           | 58       |
| México (Top 100)                        | 20       |
| Nueva Zelanda (Recorded Music NZ)       | 37       |
| Noruega (VG-lista)                      | 24       |
| Portugal (AFP)                          | 30       |
| España (PROMUSICAE)                     | 17       |
| Suecia (Sverigetopplistan)              | 14       |
| Suiza (Schweizer Hitparade)             | 19       |
| Reino Unido (UK Albums Chart)           | 2        |
| Reino Unido (UK Independent Albums)     | 1        |
| Estados Unidos (Billboard 200)          | 34       |
| Estados Unidos (Independent Albums)     | 5        |
| Estados Unidos (Top Alternative Albums) | 7        |
| Estados Unidos (Top Rock Albums)        | 8        |

## Personal
- Bernard Sumner – Voz, guitarras, melódica, sintetizadores y programación
- Tom Chapman – Bajo, percusión electrónica, coros
- Stephen Morris – Batería, sintetizadores y programación
- Gillian Gilbert – Sintetizadores, guitarras
- Phil Cunningham – Sintetizadores y programación, guitarras